# M3 (album Mushroomhead)
M3 – trzeci album studyjny amerykańskiej grupy muzycznej Mushroomhead.

## Lista utworów
1. "Before I Die" – 3:12
2. "Solitaire/Unraveling" – 4:34
3. "The New Cult King" – 5:07
4. "Inevitable" – 5:02
5. "Xeroxed" – 2:55
6. "The Final Act" – 4:43
7. "Conflict – The Argument Goes On" – 2:41
8. "Exploiting Your Weakness" – 4:21
9. "Beauteous" – 3:11
10. "Born of Desire" – 4:02
11. "Dark and Evil Joe" – 12:17

## Twórcy
- J Mann - śpiew, autor tekstów
- Jeffrey Nothing - śpiew, autor tekstów
- Pig Benis - gitara basowa
- J.J. Righteous - gitara
- Dinner - gitara
- Shmotz - instrumenty klawiszowe
- Skinny - bębny, perkusja
- Bronson - Sample
- Scott Edgell - śpiew w utworach: "The New Cult King" oraz "The Final Act"